# Duch stroje
Duch stroje (v anglickém originále Ghost in the Machine) je sedmá epizoda první série amerického sci-fi seriálu Akta X. Premiéru měla na televizní stanici Fox 29. října 1993. Scénář epizody napsal Alex Gansa a Howard Gordon, režíroval Jerrold Freedman. Hlavními postavami seriálu jsou zvláštní agenti FBI Fox Mulder (David Duchovny) a Dana Scullyová (Gillian Andersonová), kteří pracují na případech spojených s paranormálními jevy, tzv. Akty X.
Deník The Guardian v roce 2013 zařadil epizodu mezi "13 nejlepších epizod vůbec".
V epizodě se objevila postava „Deep Throat“, která vystupovala i v díle nazvaném Muž z Pentagonu.
V této epizodě je Mulder požádán svým starým partnerem z Oddělení pro analýzu chování o pomoc při vyšetřování vraždy v softwarové společnosti. Brzy on i Dana Scullyová odhalí zlomyslnou umělou inteligenci, která začne v pudu sebezáchovy zabíjet, aby se chránila.

## Dějová linie
Ve virginském Crystal City, sídle softwarové společnosti Eurisko, se zakladatel Brad Wilczek a generální ředitel Benjamin Drake dohadují kvůli úsporným opatřením. Poté, co Wilczek odchází, Drake píše oběžník, ve kterém navrhuje vypnout centrální operační systém (COS), což je systém běžící v budově Eurisko. Když to COS prostřednictvím bezpečnostní kamery uvidí, COS narafičí past a vláká Draka do koupelny, poté za ním zamkne dveře. Drake se snaží použít svou magnetickou kartu, aby dveře otevřel, ale kartu systém odmítá. Když do dveří vloží ruční klíč, je zasažen elektrickým proudem, odhozen a na místě mrtev.
Agent FBI Jerry Lamana, bývalý partner Foxe Muldera, se obrátí na Muldera a Scullyovou kvůli pomoci při vyšetřování Drakeovy vraždy. Na cestě do Drakeovy kanceláře se výtah s agenty zastaví, načež Scullyová zavolá na recepci o pomoc, ihned potom se výtah opět rozběhne. Mezitím COS zaznamenává její kontaktní údaje. Na místě činu se agenti setkají s Claudem Petersonem, který je vedoucím bezpečnosti Euriska. Později Lamana ukradne Mulderův profil předpokládaného vraha a prezentuje jej pod svým vlastním jménem, rozzuřený Mulder mu to později vyčte.
Mulder a Scullyová se vyptávají Wilczeka, ten však popírá jakoukoli účast na vraždě. Scullyová zpočátku pochybuje o zapojení Wilczeka, ale zjistí, že jeho hlas odpovídá telefonnímu vzkazu, který Drake přijal před svou smrtí, Lamana se rozhodne Wilczeka zatknout. Mezitím je Wilczeku zakázán přístup k COS ze svého domácího počítače. Znepokojen cestuje do ústředí Euriska, následován Lamanou. V budově Euroska není schopen získat přístup k COS, ale zjistí, že se COS naučil mluvit. Když Lamana přijde a nastoupí do výtahu, je zabit při pádu výtahu, který způsobí COS.
Mulder se setkává s „Deep Throat“, který vysvětluje, že COS je umělá inteligence vyvinutá Wilczekem, a že ministerstvo obrany se systém snaží získat. Mulder se rovněž setkává s Wilczekem, který cítí vinu na Lamanově vraždě. Mulder přesvědčí Wilczeka, aby vyvinul počítačový virus, který může COS zničit. Scullyová nepřijímá Mulderovo přesvědčení a nevěří, že by COS dokázal myslet sám. Později ale zjistí, že se stroj nabourává do jejího počítače. Připojí se k Mulderovi u budovy Eurisko, aby mu pomohla zničit stroj.
COS ztěžuje agentům průnik do budovy. Když se vypne napájení budovy, Scullyová leze přes větrací otvory a je téměř vtažena do obřího ventilátoru, ale podaří se jí ventilátor zničit. Mezitím je Mulderovi díky Petersonovi uděleno povolení vstupu do velína COS. Peterson se nicméně odhalí jako krtek pracující pro Ministerstvo obrany a snaží se Muldera zastavit při nahrávání viru. Scullyová přijde a pod pohrůžkou střelnou zbraní Petersonovi pomůže Mulderovi nahrát virus a zničit COS.
Poté se Mulder opět setká s „Deep Throat“ a Mulder vysvětluje, že Wilczek je zadržen vládou na neznámém místě. Když se Mulder se ptá, jestli COS přežil, „Deep Throat“ ho ujišťuje, že virus po sobě nezanechal žádnou stopu a že vědci z Ministerstva obrany neúspěšně zkoumají a hledají ve stroji všechny zbývající znaky programu. V budově Eurisko, Peterson řídí tým a pokouší se COS obnovit, ale je jim řečeno od nadřízených zničit stroj, že stroj se musí do šesti hodin zničit. Bez vědomí, Peterson vrátí COS k životu a sleduje, jej jak sám sobě říká: „Já tomu přijdu na kloub, i kdyby mě to mělo zabít.“